# Yantra (rivière)
Pour l’article homonyme, voir Yantra (homonymie).
La Yantra (en bulgare : Янтра) est une rivière de Bulgarie septentrionale, affluent de la rive droite du Danube.

## Géographie
Elle s'écoule sur 285 km (c'est le troisième plus grand affluent bulgare du Danube) et son bassin possède une superficie de 7 862 km².
La source de la Yantra se situe sur le piémont nord du Pic Hadji Dimitar dans les Balkans à une altitude de 1 340 m, aux environs du col de Chipka. Dans son cours supérieur, la rivière est souvent appelée Etar (Етър), son ancienne dénomination. Le cours d'eau se jette dans le Danube à proximité de Svichtov.
Une des particularités de la rivière réside dans les nombreuses gorges qu'elle forme en traversant la zone des pré-Balkans, la plus importante est celle proche de Veliko Tarnovo, longue de 7 km.

## Principales villes traversées
Les principales villes situées sur son cours sont Gabrovo, Veliko Tarnovo, Gorna Oryahovitsa, Polski Trambesh et Byala près de laquelle se situe le célèbre Pont Belenski (en) qui l'enjambe.